# Негрілешть (Телеорман)
Негрілешть, Негрілешті (рум. Negrilești) — село у повіті Телеорман в Румунії. Входить до складу комуни Скурту-Маре.
Село розташоване на відстані 68 км на захід від Бухареста, 41 км на північ від Александрії, 114 км на схід від Крайови, 149 км на південь від Брашова.

## Населення
За даними перепису населення 2002 року у селі проживали 244 особи, усі — румуни. Усі жителі села рідною мовою назвали румунську.